# Gabedit
Gabeditは、計算化学パッケージGAMESS (US)、GAUSSIAN、MOLCAS、MOLPRO、MPQC、OpenMopac、PC GAMESS、ORCA、Q-Chemに対するグラフィカルユーザーインターフェースである。

## 主な仕様
- 原子、環、官能基、アミノ酸、核酸による分子の組立
- GAMESS (US)、GAUSSIAN、MOLCAS、MOLPRO、MPQC、OpenMopac、PC GAMESS、Orca、Q-chemに対する入力ファイルの作成
- GAMESS (US)、GAUSSIAN、MOLCAS、MOLPRO、MPQC、OpenMopac、PC GAMESS、Orca、Q-chemからの出力ファイルの読み込み。その他多くのフォーマットをサポートしている。
- 分子軌道あるいは電子密度の等高線あるいは3Dグリッドプロット描画と多くのグラフィックフォーマットへの出力
- 分子振動、等高線、等値面、回転のアニメーション